# Jan Vičar
Jan Vičar (* 5. května 1949 Olomouc) je český muzikolog, pedagog a skladatel.

## Život
V mládí se učil hře na akordeon a klarinet na Lidové konzervatoři. Od roku 1967 studoval muzikologii a češtinu na Filozofické fakultě Univerzity Palackého v Olomouci a souběžně hru na akordeon na konzervatoři v Ostravě. Obě studia spojil svou diplomovou prací: Akordeon a jeho hudební uplatnění. Pokračoval studiem kompozice na Janáčkově akademii múzických umění v Brně a od roku 1979 na Hudební a taneční fakultě Akademie múzických umění v Praze. Na HAMU absolvoval ještě postgraduální kurs hudební teorie. V letech 1973–85 působil na Katedře hudební výchovy Pedagogické fakulty v Olomouci a současně jako externí pedagog na HAMU. V roce 1995 se stal na HAMU docentem a v roce 1998 profesorem teorie a dějiny hudby.
Od 1985 byl redaktorem a 1986–89 šéfredaktorem časopisu Hudební rozhledy. Zasloužil se o obnovení Katedry muzikologie na Filozofické fakultě v Olomouci, kterou od roku 1990 vede. V letech 1998–99 působil jako hostující profesor na St. Cloud State University v Minnesotě ve Spojených státech. Od roku 2005 je hostujícím profesorem na Birmingham-Southern College v Alabamě v USA.
Vedle pedagogické a skladatelské činnosti je intenzivně činný organizačně:
- člen výboru mezinárodního festivalu dětských pěveckých sborů Svátky písní Olomouc
- předseda poroty mezinárodní soutěže Iuventus Mundi Cantat
- sbormistr Pěveckého sboru olomouckých učitelek
- funkcionář Svazu českých skladatelů a koncertních umělců
- organizátor seminářů mladých kritiků a muzikologů v Hukvaldech
- členem výboru festivalu Pražské jaro
- zakladatel experimentálního studia hudební produkce
- zakládající člen hudebního spolku Přítomnost
- člen Rady vysokých škol
- člen akademického senátu HAMU
- člen vědecké rady Filozofické fakulty UP
- ředitel programu Art and Music in the Czech Republic (pro studenty z USA)
- člen Czechoslovak Society of Arts and Sciences
- zástupce České republiky v řídícím výboru programu European Science Foundation Musical Life in Europe 1600–1900
- přednášky na zahraničních vysokých školách a muzikologických konferencích po celém světě

## Dílo

### Muzikologie
Prof. Vičar se zaměřuje na hudební estetiku, hudební kritiku, teorii, dějiny a estetiku české hudby 20. století, na dílo Leoše Janáčka a na kritické hudební edice. Publikoval více než 200 prací. Mezi nejdůležitější patří:
Knižní publikace
- Akordeon a jeho hudební uplatnění (Praha 1981)
- Václav Trojan (Praha 1989)
- Hudební kritika a popularizace hudby (Praha 1997)
- Hudební estetika (s Romanem Dykastem, Praha 1998)
- Varhany a jejich funkce v Čechách a na Moravě, 1600–2000. In honorem Jiří Sehnal (Olomouc 2002).

Publikace v časopisech a sbornících
- Vladimír Hudec padesátiletý (Hudební věda 17, 1980, č. 2, s. 189–190)
- K problematice 1. věty (Smrt Andrijova) Janáčkova Tarase Bulby (sborník Janáčkiana 1978 a 1979, Ostrava 1981, s. 127–132)
- Kantátová tvorba mladých skladatelů 1970–1980 (Hudební rozhledy 35, 1982, č. 2, s. 83–89)
- Nad dílem Václava Trojana (Hudební rozhledy 35, 1982, č. 10, s. 453–457)
- Estetické názory mladých skladatelů (Hudební rozhledy 36, 1983, č. 7, s. 325–327)
- Skladatelská generace sedmdesátých let, názory a orientace (Opus musicum 15, 1983, č. 4, s. 101–109)
- V Itálii za hudbou (Hudební rozhledy 38, 1985, č. 7–10, s. 312–314, 377–379, 426–428, 469–471)
- Nástin života a periodizace tvorby Václava Trojana (sborník HAMU Živá hudba, sv. 9, Praha 1986, s. 273–288)
- Stylová problematika díla Václava Trojana. K nedožitým osmdesátinám skladatele 24. 4. 1987 (Hudební věda 24, 1987, č. 2, s. 99–120)
- Hudba v Babylónu (Hudební rozhledy 42, 1989, č. 1, s. 43–44)
- Vztah obecné a hudební estetiky jako vědních oborů; obecná a hudební estetika jako vyučovací předměty na HAMU (sborník AMU Pedagogické a vědeckovýzkumné úkoly hudební teorie, Praha 1989, s. 30–34)
- Sémantické aspekty hudební analýzy (Živá hudba, sv. 11, Praha 1992, s. 44–47)
- Leoš Janáček's „The Diary of One Who Vanished“ (Acta Universitatis Palackianae Olomucensis, Facultas Philosophica, Philosophica – Aesthetica 14, Musicologica II, 1995, s. 51–84)
- Music Against the War (Acta Universitatis Palackianae Olomucensis, Facultas Philosophica, Philosophica – Aesthetica 14, Musicologica II, 1995, s. 111–116)
- „Neznámá“ česká hudba po roce 1945 (Opus musicum 28, 1996, č. 3, s. 128–132)
- Esej o hudební kritice (Hudební věda 34, 1997, č. 1, s. 116–122)
- European Classical Music in Today’s World (Acta Universitatis Palackianae Olomucensis, Facultas Philosophica, Philosophica – Aesthetica 19, Musicologica Olomucensia V, 2000, s. 155–186)
- Američtí moravané a hudba (Opus musicum 34, 2002, č. 5, s. 13–23)

### Hudební dílo (výběr)
Dětské sbory
- U vodníků (muzikál, 1978)
- Ahoj, moře! (cyklus pro dětský sbor, 1981)
- Zpíváme si (cyklus pro dětský sbor, 1982)
- Míšovy písničky (cyklus pro dětský sbor, 1993)
- Ufo, ufo, ufoni a jiné písničky pro děti (cyklus pro dětský sbor, 1993)
- Voda, voděnka (2000)
- Co mi ještě zbylo ze Žáčka (2000)

Orchestrální skladby
- Cesta k slunci (symfonický obraz, 1980, revize 1981)
- Křik (kantáta pro baryton, smíšený sbor a orchestr, 1981)
- Hudba pro smyčce a tympány (1980)
- Noční modlitba (1994; verze pro dechové nástroje 1996)
- Vivat universitas! (symfonické procesí pro velký orchestr, 2000)
- Tempus Iuvenis (kantáta pro koloraturní soprán, hluboký bas, sbor a orchestr, 2018)

Komorní hudba
- Smyčcový kvartet (1978, revize 1982)
- Nonet o horách, dúbravách a valašskéj zemi (1979)
- Sonáta pro flétnu a cembalo (1979, revize 1985 a 1986)
- Japonský rok (pro soprán, flétnu, klavír a piano preparé, 1979)
- Poučení Šuruppakovo (pro hlas a harfu, 1994)
- Tři pochody pro dr. Kabyla (2000)
- Přeludya (dvanáct skladeb pro klavír, 2000);
- Hudba pro Míšana (pro žesťové kvinteto, 2001)

## Ocenění
V květnu 2015 obdržel spolu s autorským kolektivem Cenu města Olomouce za počin roku 2014, a to za vydání monografie Hudba v Olomouci 1945–2013.